# Казавчинский, Яков Захарович
Яков Захарович Казавчинский (8 ноября 1904, Бердыново, Тираспольский уезд, Херсонская губерния — 1986, Москва) — украинский советский учёный в области технической термодинамики и теплофизики. Доктор технических наук (1955), профессор, основатель одесской школы исследований теплофизических свойств веществ, один из основателей одесской термодинамической школы.

## Биография
Родился в еврейской земледельческой колонии Бердыново, русским языком овладел только в возрасте восемнадцати лет. В 1923 году был направлен комитетом незаможных селян (комнезам) на рабфак Одесского института народного образования, после окончания которого в 1925 году продолжил учёбу на математическом отделении этого вуза, а в 1927 году перевёлся на судостроительный факультет в Одесский индустриальный институт, который в 1930 году был преобразован в Одесский институт инженеров морского флота. Получил свидетельство о квалификации «инженера-судостроителя с судомеханическим уклоном».
В 1931—1968 годах работал на судомеханическом факультете в Одесском институте инженеров морского флота (сначала как аспирант, доцент, впоследствии профессор), где в 1966 году основал отраслевую проблемную лабораторию судовой холодильной техники и прикладной термодинамики. Диссертацию кандидата технических наук по теме «Теория и расчёт эжекторных холодильных установок» защитил в 1935 году под руководством профессора С. Д. Левенсона. В 1939—1941 годах работал старшим научным сотрудником опытной станции глубокого охлаждения Главазота в Харькове. В довоенное время занимался главным образом холодильной техникой, выполнил экспериментальные работы по теплоотдаче при конденсации при низких температурах.
В 1941 году вернулся в эвакуированный в Самарканд Институт инженеров морского транспорта, с которым в августе 1944 года возвратился в Одессу. В 1950—1960-е годы по совместительству читал также лекции по криогенике в Одесском технологическом институтe холодильной промышленности. В 1951 году пытался защитить докторскую диссертацию по теме «Исследование термодинамических свойств водяного пара» в Киевском политехническом институте, но в связи с начавшейся кампанией борьбы с космополитизмом диссертация в конечном итоге не была утверждена членами диссертационного совета. В 1955 году в Московском энергетическом институте со второй попытки защитил новую диссертацию по теме «Исследования термодинамических свойств и метод составления уравнения состояния реальных газов». В 1958 году в Институте инженеров морского транспорта организовал и возглавил кафедру термодинамики и общей теплотехники.
С 1968 года, когда он был вынужден покинуть Институт инженеров морского флота, и до переезда в Москву в 1980 году преподавал в Одесском технологическом институтe холодильной промышленности.
В 1944—1975 годах жил в коммунальной квартире в доме № 46 по ул. Нежинской, на фасаде которого в 2014 году была установлена мемориальная табличка.
Основные научные труды в области исследований термодинамических свойств веществ, в том числе хладагентов и их смесей. Среди учеников — доктора технических наук А. А. Вассерман, В. А. Рабинович, П. М. Кессельман, В. И. Недоступ, В. А. Цымарный.

## Семья
- Дочь — Тамара Яковлевна Казавчинская, филолог, переводчик и редактор. Зять — С. В. Кодзасов, лингвист.

## Монографии
- Казавчинский Я. З., Кессельман П. М., Кириллин В. А. Тяжёлая вода: теплофизические свойства. М.—Л.: Госэнергоиздат, 1963. — 255 с.
- Вассерман А. А., Казавчинский Я. З., Рабинович В. А. Теплофизические свойства воздуха и его компонентов. М.: Наука, 1966. — 375 с.
- Казавчинский Я. З. Лекции по технической термодинамике. М.: Транспорт, 1970. — 276 с.
- A. A. Vasserman, Ia. Z. Kazavchinskii, V. A. Rabinovich. Thermophysical Properties of Air and Air Components. Jerusalem: Israel Program for Scientific Translations, 1971. — 383 p.
- Ia. Z. Kazavchinskii, P. M. Kesselman, V. A. Kirillin. Heavy Water: Thermophysical Properties. Jerusalem: Israel Program for Scientific Translations, 1971. — 272 p.